# Белокровка Ричардсона
Белокровка Ричардсона (лат. Channichthys richardsoni) — вид морских донных или придонных лучепёрых рыб из семейства белокровковых (Channichthyidae) отряда окунеобразных. Найден в 1990 году во время экспедиции ЮгНИРО на научно-исследовательском судне «Профессор Месяцев» в район островов Кергелен. Описана как новый для науки вид в 2012 году украинским ихтиологом Г. А. Шандиковым. Вид назван в честь шотландского натуралиста и ихтиолога Джона Ричардсона (John Richardson, 1787–1865), впервые описавшего в 1844 году первый вид рода — носорогую белокровку C. rhinoceratus и установившего род Channichthys. Английское название вида «Robust icefish» характеризует крепкое и довольно плотное, коренастое телосложение рыбы.
C. richardsoni — среднего размера прибрежная рыба общей длиной не более 38 см. Является эндемиком вод Индийского океана, омывающих острова архипелага Кергелен. Возможно, также встречается у островов Хёрд и Макдональдс, а также на серии подводных поднятий — гайотов (банок), расположенных в Индоокеанском секторе Субантарктики в районе подводного хребта Кергелен. Кроме C. richardsoni род носорогих белокровок (Channichthys) включает ещё 8 эндемичных для Кергелена видов белокровковых рыб.
Согласно схеме зоогеографического районирования по донным рыбам, предложенной А. П. Андрияшевым и А. В. Нееловым, указанный выше район находится в границах зоогеографического округа Кергелен-Хёрд Индоокеанской провинции Антарктической области.
Как и у других носорогих белокровок у C. richardsoni имеется хорошо развитый ростральный шип («рог») в передней части рыла. Для неё, как и для всех прочих белокровковых рыб, также характерно отсутствие чешуи на теле (кроме боковых линий) и обладание уникальным явлением среди всех позвоночных, свойственным только 25 видам рыб этого семейства, — наличием «белой» крови, представляющей собой слегка желтоватую плазму, лишенную эритроцитов и гемоглобина. Подобное явление объясняется адаптацией предковых форм белокровковых рыб к суровым условиям Антарктики и, соответственно, к снижению температуры воды в Южном океане до отрицательных значений, близких к точке замерзания (–1,9 °C).
Белокровка Ричардсона может встречаться в качестве прилова при промысле в районе островов Кергелен щуковидной белокровки Chamsocephalus gunnari Lönnberg, 1905, больше известной под коммерческим названием «ледяная рыба».

## Характеристика белокровки Ричардсона
От прочих видов рода Channichthys отличается следующим комплексом признаков. В первом спинном плавнике 7—8 гибких колючих лучей, из которых второй и третий наибольшие; во втором спинном плавнике 31—34 луча; в анальном плавнике 29—32 луча; в грудном плавнике 19—20 лучей; в дорсальной (верхней) боковой линии 61—78 трубчатых костных члеников (чешуй), в задней части медиальной (срединной) боковой линии 9—23 трубчатых костных членика (чешуй), в передней части 4—28 округлых толстых костных бляшек; в нижней части первой жаберной дуги 6—15 тычинок, покрытых костными зубчиками, расположенных только во внешнем ряду.
Первый спинной плавник относительно невысокий, его высота содержится 3,3—4,7 раза в стандартной длине рыбы, более или менее треугольный по форме (не трапециевидный), с очень низкой плавниковой складкой, достигающей по высоте уровня не выше 3/4 длины наибольших колючих лучей. Первый и второй спинные плавники всегда разделены междорсальным промежутком. Межглазничное пространство узкое (13—17 % длины головы), обычно несколько меньше диаметра орбиты. Глаз небольшой, диаметр орбиты составляет 16—19 % длины головы или 33—39 % длины рыла. Внешние края лобных костей заметно подняты над орбитой. Длина рыла содержится 2,1—2,2 раза в длине головы. Задний край челюстной кости простирается назад до вертикали, проходящей через переднюю треть или середину орбиты.
Грануляция (туберкуляция) у взрослых и впервые созревающих рыб очень сильная, придающая телу заметную шершавость: мелкие шиповатые костные гранулы плотно покрывают большинство костей головы, особенно лобные, но отсутствуют на верхней челюсти и передней половине нижней челюсти; сильно развита грануляция на первых трех-шести лучах первого спинного плавника, на лучах брюшного плавника и лучах жаберной мембраны, а также на костных члениках боковых линий.
Общая окраска туловища и верха головы у фиксированных в формалине рыб варьирует от тёмно-серой до коричневой. Верх головы, щёки, жаберная крышка и верхняя челюсть несколько темнее основной фоновой окраски. У некоторых экземпляров на туловище имеются 3—4 широких и более тёмных поперечных полосы. Низ туловища и головы, а также узкие участки тела, прилегающие с обеих сторон к основанию анального плавника, сероватые или беловатые, с более тёмными или коричневатыми пятнышками и неправильными пятнами, наиболее резко выраженными у взрослых рыб на груди. Лучи и плавниковая складка первого спинного плавника у большинства рыб однотонно чёрные или коричневатые; у некоторых рыб на плавнике встречаются нечеткие более светлые пятна. Грудной, второй спинной, хвостовой и брюшной плавники сероватые или светло-коричневые; на хвостовом и брюшном плавниках могут встречаться до 6 узких более тёмных полос. Анальный плавник сероватый, у некоторых рыб — с нечёткой более тёмной пигментацией вдоль внешнего края. 

## Распространение и батиметрическое распределение
Известный ареал вида охватывает прибрежные морские воды, окружающие острова Кергелен (эндемик). Относительно мелководный вид, встречающийся на участках богатых донной фауной и бурыми водорослями Macrocystis; отмечен в уловах 2 донных тралов на глубинах 126 и 270—310 м, главным образом на глубине 126 м.

## Размеры
Относится к группе среднеразмерных видов рода Channichthys. Наиболее крупная самка достигала 374 мм общей длины и 333 мм стандартной длины.

## Образ жизни
Судя по особенностям внешней морфологии — крепко сбитому коренастому телу и пятнистой окраске нижней поверхности тела, ведет донный или придонный образ жизни. Небольшое количество покрытых зубчиками тычинок, расположенных лишь во внешнем ряду на нижней части первой жаберной дуги свидетельствует о том, что этот вид в питании не является типичным фильтратором, а специализируется на хищничестве, скорее всего — ихтиофагии.
Половозрелость у самок наступает при достижении рыбами общей длины 29—31 см (стандартная длина 25—27 см). Нерест, по-видимому, происходит в конце осени — начале зимы (южного полушария).